# Перед экзаменом
 «Перед экзаменом»  — советский художественный телефильм режиссёра Вячеслава Криштофовича по рассказу Виктории Токаревой «Инструктор по плаванию».

## Сюжет
Героиня фильма — 18-летняя Таня Гусакова. Так и не решив, какую профессию ей следует избрать, по настоянию матери готовится сдавать экзамены в педагогический институт. Поругавшись с мамой и подругой, Таня бредёт по улице, и незнакомка дарит ей билет в театр. На спектакле рядом с героиней сидит тот, с кем не пошла на спектакль незнакомка. Так Таня знакомится с Иваном, инструктором по плаванию, который давно смирился с однообразной и неинтересной ему самому жизнью. Это странное знакомство убеждает Таню в необходимости более серьёзно отнестись к своему будущему.

героиня десятиклассница Таня (О. Жулина) находится на пороге своего жизненного пути. Прямая, честная, бескомпромиссная, она получает первый серьёзный урок и делает из него вывод жить надо по совести, честно выполняя свой долг, чтобы слово не расходилось с делом.— Безклубенко С. Д. — Современный кинопроцесс и действительность. — Киев: Наукова думка, 1986. — 176 с. — стр. 55

## В ролях
- Ольга Жулина —  Таня
- Алла Покровская —  Наталья, мать Тани
- Игорь Кваша —  Иван, инструктор по плаванию
- Лариса Удовиченко —  Лера, подруга Тани
- Татьяна Аксюта —  Лена, невеста
- Сергей Иванов —  Лёня, жених
- Маргарита Криницына —  тётя Женя, дворник
- Сергей Бржестовский —  экскурсовод

В эпизодах:
- Евгений Буренков —  эпизод
- Галина Сполуденная —  эпизод
- Георгий Горюшко —  эпизод
- Валентина Чемена —  эпизод
- Александр Афанасьев —  эпизод
- Владимир Борисенко —  эпизод

## Критика
Фильм рассматривается как первый в телетрилогии режиссёра: «Своё счастье», «Перед экзаменом» и «Мелочи жизни».
Современной фильму критикой была дана высокая оценка игре исполнительницы главной роли, дебюту юной актрисы Ольги Жулиной, получившей за роль приз за лучшую женскую роль на кинофестивале «Молодость».

Критика заметила эту свежую, нужную, пусть и не во всем совершенную киноновеллу. А. Плахов отмечал: «В напряженности духовного поиска молодой героини привлекательность фильма». Жанр киноновеллы, к которому обратился В. Криштофович, требует особого внимания к психологической детализации, точности актёрского воплощения характеров.— Безклубенко С. Д. — Современный кинопроцесс и действительность. — Киев: Наукова думка, 1986. — 176 с. — стр. 55

Лирическая тема рассказа Токаревой передана в с искренностью и подлинной художественной правдой. Во многом — благодаря игре Жулиной, которая лирическую тему своей героини прочла в очень личном ключе — как тему вступающей творчество актрисы, познающей жизнь собственный душевный мир, чуть отрешённый от окружающих, замкнутый в себе и хранящей свою целостность. Судя по всему, режиссёр не ставил особо сложных задач перед начинающей актрисой, требуя от неё того, что почти всегда требуют режиссёры в таких случаях: молодости, наивной непосредственности, предельной раскованности, говоря иначе — играть себя.

Жулина задание режиссёра выполнила тщательно, но, повинуясь, вероятно, интуиции, не ограничилась элементарной типажностью. Босхитростные диалоги она сумела наполнить высоким драматизмом, в простодушных перипетиях сюжета неожиданно открыла второй план, подчиняя роль законам образного мышления и поэтической обобщённости. Значительность (а не заманчивая узнаваемость) созданного ею характера ощущалась сразу: с первых кадров сидящей у окна девочки. Погружённость в себя и трепетный интерес к миру — на сочетании этих двух состояний построена почти вся роль. Подобно кэрроловской Алисе, героиня Жулиной наблюдает за жизнью, задаёт множество вопросов, провоцирует и любопытствует, но при этом постоянно внутренне размышляет обо всём, что видит.— журнал «Телевидение и радиовещание», 1979
Любовь Юрьевна Аркус в 2001 году указывала, что основой этого украинского телефильма была классическая русская литература, в частности она находила в нем аллюзии на творчество Чехова. Одновременно с этим, с её точки зрения, в фильме полностью отсутствуют собственно украинские или, как она их называет, «фольклорные» мотивы. П. И. Филимонов, отмечая ужасное качество картины, тем не менее указывает, что в фильме запечатлены некоторые интересные детали жизни Киева в 1970-е годы и достаточно удачно и раскованно для советского кино 1970-х показаны отношения между полами.

## Съёмки
Фильм снят в Киеве. Выходя из театра герой Игоря Кваши спрашивает о том, как пройти в Лавру. Все, кто ему отвечают – не знают, потому что не местные, так же, как и «гость из средней Азии». Тут же в кадре появляется «зазывальщик» из экскурсионного троллейбуса, приглашающий «киевлян и гостей столицы на экскурсию по древнему и вечно молодому красавцу над Днепром городу-герою Киеву с обязательным посещением бывшего мужского монастыря Киево-Печерской лавры». 
В фильме использованы фрагменты спектакля Киевского театра оперетты «Три мушкетера». Либретто Марка Розовского и Юрия Ряшенцева. Музыка Исаака Дунаевского.